# Tommaso Arnoni
Fortunato Tommaso Arnoni (Cirò, 24 dicembre 1877 – Cosenza, 23 ottobre 1950) è stato un avvocato e politico italiano.

## Biografia
Nato a Cirò da famiglia originaria di Celico (CS),  si laurea in Giurisprudenza presso la Regia Università di Napoli, nell'agosto 1900, dopodiché si trasferisce a Cosenza presso lo zio Michele Arnoni, professore di diritto al Regio Liceo. Lì viene nominato Vice Pretore Onorario.
Eletto Consigliere Provinciale il 22 marzo 1903 e Consigliere Comunale della città capoluogo il 17 aprile 1904.
Dal 1904 al 1916 fu componente della Commissione Provinciale di Beneficenza ed Assistenza pubblica, istituita con legge n. 390 del 1904, come organo di tutela di tutte le Opere Pie della Provincia. A tali incarichi se ne susseguono molti altri, tra cui quello di Presidente del Consiglio di amministrazione della Cassa di Risparmio della Calabria, dal 1931 al 1939, quello di Presidente della Commissione Reale straordinaria per gli avvocati presso il Tribunale di Cosenza nel 1926, Presidente degli Stabilimenti di pubblica assistenza e beneficenza di Cosenza, dal 1916 al 1943.
Viene eletto Deputato il 16 novembre del 1919, nel collegio provinciale col gruppo della Democrazia Liberale e nuovamente confermato nel listone del collegio unico Calabria - Basilicata nel 1924, con un buon risultato elettorale nella sua città, dove ottiene più voti di Michele Bianchi e Pietro Mancini.
Nei primi anni di affermazione del fascismo, spicca la sua forte e già apprezzata personalità di amministratore equilibrato e dotato di elevata moralità, tant'è che lo stesso Mussolini insistette personalmente presso di lui, affinché accettasse la nomina a Podestà di Cosenza. Ciò nell'ottica di abile cooptazione nel regime di esponenti del mondo liberale.
L'accettazione dell'incarico di Podestà, che ricoprì ininterrottamente dal 1925 al 1934, fu subordinata all'espressa garanzia di vedere destinato alla sua città il sostegno economico necessario per un risanamento complessivo ed uno sviluppo in senso moderno del capoluogo, di cui, peraltro, era stato Commissario Prefettizio. "Lei che ha solide spalle, faccia il programma e venga da me" scrive Mussolini ad Arnoni in una lettera conservata negli Archivi di Stato e inviata in risposta ad una puntuale ed elaborata descrizione fornita dal deputato cosentino sulla situazione politica, sociale ed amministrativa della città.
Accettato l'incarico di Podestà, si avvia un'intensa stagione di lavori pubblici che consente a Cosenza di diventare una delle città più moderne ed attrezzate del Mezzogiorno d'Italia. L'attenzione e la cura quotidiana del Podestà Arnoni sono tuttora ricordate.
L'8 aprile 1939, dopo 36 anni di vita pubblica, dopo il conferimento di molte onorificenze, tra cui quella di Grande Ufficiale dell'Ordine della Corona d'Italia e Cavaliere Ufficiale dell'Ordine dei S.S. Maurizio e Lazzaro, viene nominato Senatore del Regno. Con sentenza dell'8 luglio 1948, la Suprema Corte di Cassazione dichiara nullo il decadimento dalla carica di Senatore, disposto dall'Alta Corte di Giustizia per le sanzioni contro il Fascismo. L'analisi dell'attività pubblica, delle opere realizzate sotto la sua infaticabile vigilanza ed operosità, lo spirito democratico e la testimonianza di esponenti anche del mondo comunista e socialista sulla sua condotta irreprensibile, apprezzata in tutta la provincia, hanno fatto sì che uno degli esponenti politici calabresi più conosciuti venisse reintegrato nella carica di Senatore. Arnoni per sensibilità rinuncia alla reintegra nella carica e vive gli ultimi anni della sua vita dedicandosi alla professione di avvocato ed alla famiglia. Nell'ottobre del 1950 una folla silenziosa accompagnò il feretro dall'allora Palazzo di Giustizia (oggi Galleria Nazionale di Palazzo Arnone) fino alla cappella di famiglia, nel cimitero di Cosenza.

### Amministrazione
Furono molteplici le opere portate a termine durante la sua oculata amministrazione:
- risistemazione e valorizzazione della parte antica della città
- ammodernamento dell'importante Biblioteca Civica, con la creazione di una prestigiosa facciata in stile neoclassico, ancora ben visibile e funzionale
- realizzazione dell'Acquedotto del Merone, opera di ingegneria idraulica allora all'avanguardia, capace di fornire acqua ad una popolazione di 200 000 abitanti ed ancora oggi efficiente
- costruzione in soli due dell'Ospedale Civile dell'Annunziata, ricadente su una superficie di 40000 m² ed ancora oggi punto di riferimento per tutta la provincia
- realizzazione di due dei più importanti parchi cittadini, strade e quartieri urbanisticamente apprezzati anche in epoca moderna, come la zona di Piazza Cappello, Viale Trieste, il campo di calcio Morrone, la villa ai caduti
- istituzione di servizi pubblici di trasporto, taxi, alberghi e mercati rionali
- da Commissario Governativo della Colonia Silana di Camigliatello, si preoccupò di ammodernare i padiglioni destinati alla cura di bambini malati e disagiati, realizzando reparti efficienti ed attrezzati per accogliere bambini da tutto il Mezzogiorno

### Memoria
È ricordato nella città di Cosenza con una lapide posta all'ingresso dell'Ospedale Civile e con l'intitolazione della strada che porta al caratteristico edificio dell'Acquedotto. E ricordato anche con una targa posta al palazzo Arnone.